# Bunaeopsis princeps
Bunaeopsis princeps är en fjärilsart som beskrevs av Le Cerf 1918. Bunaeopsis princeps ingår i släktet Bunaeopsis och familjen påfågelsspinnare. Inga underarter finns listade i Catalogue of Life.